# Institut für interdisziplinäre Konflikt- und Gewaltforschung
Das Institut für interdisziplinäre Konflikt- und Gewaltforschung (IKG) ist eine wissenschaftliche Einrichtung an der Universität Bielefeld. Es wurde im Jahre 1996 gegründet und besteht 2005 aus etwa 30 wissenschaftlichen Mitarbeitern aus verschiedenen Fachdisziplinen wie Soziologie, Psychologie, Pädagogik, Politikwissenschaft, Sozialanthropologie, Ökonomie, Kriminologie und Geschichtswissenschaft. Im IKG wird den Ursachen und Auswirkungen sozialer Konflikte nachgegangen. Die Forschungsbereiche werden in Radikalisierung/De-Radikalisierung, Diskriminierung//Gleichwertigkeit, Integration/Marginalisierung, sowie Migration, Raum und Sozialer Wandel unterteilt.

## Geschichte
Das Institut wurde zwischen 1996 und 2013 von Wilhelm Heitmeyer geleitet, seit dem 9. April 2013 ist Andreas Zick der neue Direktor. Das IKG wird von einem interdisziplinären Vorstand geleitet. Hinzu kommt ein wissenschaftlicher Beirat, der die Arbeit des IKG regelmäßig begutachtet und für die wissenschaftliche Qualitätssicherung verantwortlich ist.
Von 2002 bis 2011 wurden die Forschungsergebnisse der Wissenschaftler in einer Buchreihe, betitelt Deutsche Zustände, publiziert. Diese Reihe dient dazu, „... in wissenschaftlichen Einzelanalysen und durch Essays, Reportagen und Interviews kontinuierlich über den sozialen, politischen und mentalen Zustand dieser Republik Klarheit zu gewinnen.“
Von 2004 bis 2012 wurden die Forschungen des IKG durch das Graduiertenkolleg „Gruppenbezogene Menschenfeindlichkeit: Ursachen, Phänomenologie, Konsequenzen“, das als interdisziplinäres Projekt der Deutschen Forschungsgemeinschaft an den Universitäten Bielefeld, Marburg und Gießen angesiedelt war, erweitert.
Seit 2014 werden alle zwei Jahre die Mitte-Studien der Friedrich-Ebert-Stiftung vom Institut für interdisziplinäre Konflikt- und Gewaltforschung durchgeführt. 
Das IKG ist ein Standort des 2020 gegründeten Forschungsinstitut Gesellschaftlicher Zusammenhalt. 

## Persönlichkeiten
- Hans-Jörg Albrecht (* 1950), deutscher Rechtswissenschaftler und Kriminologe
- Sabine Andresen (* 1966), Pädagogin mit Schwerpunkt Kindheits- und Jugendforschung
- Heiner Bielefeldt (* 1958), deutscher Theologe, Philosoph und Historiker
- Donatella della Porta (* 1956), italienische Politikwissenschaftlerin
- Roland Eckert (* 1937), deutscher Soziologe
- Heinz-Gerhard Haupt (* 1943), deutscher Historiker
- Ralf Kölbel (* 1968), deutscher Jurist
- Jürgen Mansel (1955–2012), deutscher Soziologe und Erziehungswissenschaftler
- Douglas Massey (* 1952), US-amerikanischer Soziologe
- Steven Messner (* 1951), US-amerikanischer Soziologe und Kriminologe
- Jost Reinecke (* 1957), deutscher Soziologe
- Levent Tezcan (* 1961), Soziologe und Professor an der Universität Münster
- Hans-Ulrich Wehler (1931–2014), deutscher Historiker
- Klaus Weinhauer (* 1958), Historiker